# Décimo terceiro salário
O décimo terceiro salário, gratificação natalina ou subsídio de Natal é um pagamento ao empregado ou funcionário instituído em alguns países. O seu valor, embora variável, é geralmente aproximado ao de um salário mensal, podendo ser pago em uma ou mais prestações, de acordo com a legislação laboral de cada país.

## Brasil

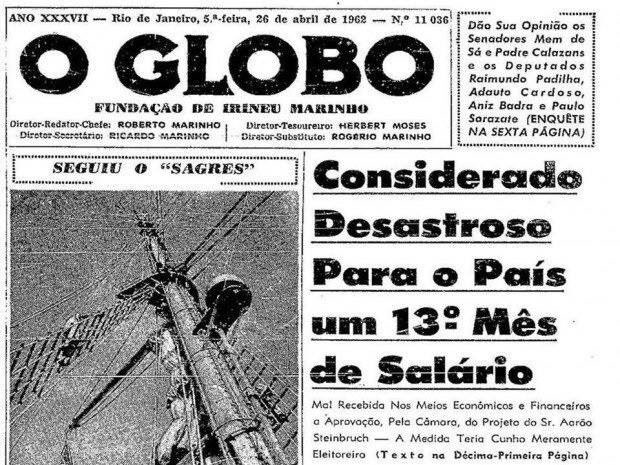
Capa do jornal O Globo de 26 de abril de 1962

Instituído no Governo João Goulart por meio da Lei 4.090, de 13 de julho de 1962, regulamentada pelo Decreto 57.155, de 3 de novembro de 1965 e alterações posteriores. Deve ser paga ao empregado em até duas parcelas até o fim do ano, no valor corresponde a um doze avos (1/12) da remuneração para cada mês trabalhado. O pagamento deve ser feito como referência ao mês de dezembro. O benefício completou 60 anos em 13 de julho de 2022.

### Cálculo
A base de cálculo da remuneração é a devida no mês de dezembro do ano em curso ou a do mês do acerto rescisório, se ocorrido antes desta data e deverá ser considerado o valor bruto sem dedução ou adiantamento. Ao contrário do cálculo feito para férias proporcionais, o décimo terceiro é devido por mês trabalhado, ou fração do mês igual ou superior a 15 dias. Desta maneira, se o empregado trabalhou, por exemplo, de 1º. de janeiro a 14 de março, terá direito a 2/12 (dois doze avos) de 13° proporcional, pelo fato da fração do mês de março não ter sido igual ou superior a 15 dias. Desta forma, o cálculo é feito mês a mês, observando sempre a fração igual ou superior a 15 dias.

#### Polêmica sobre as semanas não remuneradas
Desde 2012 vem circulando nas redes sociais a teoria de que o cálculo é baseado no total de semanas que existem no ano: normalmente os empregados recebem o salário baseado em quatro semanas trabalhadas no mês, mesmo para meses que possuem 5 semanas. Ou seja, em um mês de cinco semanas o empregado recebe ao fim do mês apenas quatro semanas, essa outra semana fica "reservada" pelo governo e é devolvida ao empregado ao fim do mês.
Entretanto, conforme o artigo 64 da CLT, o cálculo do salário do empregado mensalista não tem nenhuma relação com a quantidade de semanas existentes no mês. O valor do salário do mensalista é calculado considerando-se a quantidade de dias (a regra é considerar 30 dias por mês). Por isso, não existe respaldo legal nem teórico para esta ideia de que o décimo terceiro salário seria uma recomposição do pagamento das semanas que foram acumuladas durante o ano. O décimo terceiro salário é um benefício conquistado pouco a pouco pelos trabalhadores.

### Pagamento
A Lei 4.749, de 12 de agosto de 1965, que dispõe sobre o pagamento do décimo terceiro, determina que o adiantamento da primeira parcela, correspondente a metade do salário devido ao empregado no mês anterior, seja paga entre os meses de fevereiro até o último dia do mês de novembro (30 de novembro). Já a segunda parcela deve ser quitada até o dia 20 de dezembro, tendo como base de cálculo a remuneração deste mês, descontado o adiantamento da primeira parcela.
O empregado tem o direito de receber o adiantamento da primeira parcela junto com suas férias, desde que o requeira no mês de janeiro do ano correspondente.
O empregador não está obrigado a pagar o adiantamento do décimo terceiro a todos os empregados no mesmo mês, desde que respeite o prazo legal para o pagamento, entre os meses de fevereiro a novembro. O pagamento de parcela única usualmente feito no mês de dezembro é ilegal, e está sujeito a pena administrativa.
A gratificação de Natal será ainda devida na extinção do contrato por prazo determinado, na cessação da relação de emprego por motivo de aposentadoria, e no pedido de dispensa pelo empregado (independente do tempo de serviço), mesmo ocorrendo antes do mês de dezembro. Na rescisão contratual por justa causa o empregado não terá direito ao décimo terceiro proporcional correspondente.

### Empregados com salário variável
Para os empregados que recebem salário variável ou por comissão, o Decreto regulamentador determina cálculo diferente, inclusive sendo o acerto final feito até o dia 10 de janeiro. No entanto não é conveniente que a empresa efetue o pagamento dessas diferenças após o 5º dia útil, posto que a legislação do trabalho (CLT) é clara no sentido de que o pagamento de salário deve ser efetuado até o 5º dia útil. E por esta ser regulada por lei, deve-se segui-la vez que o decreto está hierarquicamente abaixo da lei. As faltas legais e as justificadas não podem ser deduzidas para os empregados que recebem salário variável.

### Descontos

#### Relativo ao INSS
O desconto relativo ao INSS no décimo terceiro salário segue a mesma tabela que os demais salários, tendo por base o valor do décimo terceiro salário.

#### Relativo ao IRPF
O desconto relativo ao Imposto de Renda (IRPF) segue a tabela de descontos progressivos da Receita Federal. A diferença para os demais meses, é que o décimo terceiro salário é tributado exclusivamente na fonte, o que significa que o imposto de renda na fonte relativo ao 13º salário não pode ser compensado na declaração anual. As deduções sobre o salário bruto, para formar a base de cálculo do IR, são as mesmas que a dos outros meses. A diferença de tributação deste salário para os demais é que como não há ajuste, valores que normalmente podem ser devolvidos, como o caso de gasto com educação e saúde, não serão devolvidos.

#### FGTS
O Fundo de Garantia por Tempo de Serviço (FGTS) é recolhido em cima do 13° salário, no mesmo valor de 8% do salário bruto, e depositado na Caixa Econômica Federal, e na mesma forma que os demais meses, não há qualquer desconto para o empregado.

### 14º e 15º salários
Existiu no parlamento brasileiro a prática do pagamento de um 14º e por vezes de um 15º salário (para quem exercia no mínimo três quartos das sessões, pago em dezembro de cada ano), também conhecida como auxílio-paletó. A prática começou a partir da década de 1940, e era relacionada ao conceito de representação, como uma ajuda de custo, que era pago uma vez por ano e não chegava a 30% do salário. Neste contexto, a "representação" associava-se ao bem vestir. Entretanto, com o passar do tempo, os gabinetes que tinham em 1982 pouco mais de um servidor aumentaram de tamanho e com a adição de outros benefícios como a verba indenizatória e outros, parlamentares ganhavam mais em benefícios indiretos do que com o próprio salário, e o "auxílio-paletó" se incorporou de tal forma aos rendimentos dos deputados que se transformou em 14º e 15º salários.
A Comissão de Assuntos Econômicos (CAE) do Senado aprovou em 27 de fevereiro de 2013 o projeto para a extinção dos 14º e 15º salários pagos aos senadores e deputados federais mensalmente, exceto o pagamento de início e fim de mandato. O projeto de decreto legislativo (PDC 569/12) de autoria da Senadora Gleisi Hoffmann que foi aprovado pelo Senado, e promulgado pelo então presidente do Senado, Renan Calheiros e da Câmara, Henrique Eduardo Alves em 1 de março de 2013, assim extinguindo-o. Espera-se com a extinção gerar uma economia aos cofres públicos aproximadamente R$27,5 milhões. O senador Cyro Miranda (PSDB-GO) protestou contra o que chama de "baixo salário" pago aos congressistas — que ganhavam mensalmente R$ 26,7 mil —, assim como o então senador Ivo Cassol (PP-RO), que suspendeu a votação do projeto ao afirmar que o "político no Brasil é muito mal remunerado". Além do antigo salário mensal de R$ 26,7 mil, cada senador recebe mensalmente R$ 15 mil em verba indenizatória para despesas em seus Estados de origem, combustíveis e divulgação do mandato, entre outras finalidades. Também recebem cota de passagens aéreas para deslocamentos aos Estados e as despesas com telefone e Correios pagas pelo Senado.
É ou foi praticada em várias instâncias legislativas, como Assembleias Legislativas estaduais e mesmo Prefeituras, como a de Belo Horizonte, que após anos de prática, começou a ser questionada.

## Portugal
Em Portugal, o subsídio de Natal (ou 13º mês) foi instituído durante o Estado Novo pelo governo de Marcello Caetano em 1972 através do decreto-lei 457/72. É pago pelo empregador ao trabalhador no mês de Dezembro o valor correspondente a uma remuneração mensal deste último. Inicialmente dirigido apenas aos funcionários públicos e com carácter excecional, foi posteriormente estendido à generalidade dos trabalhadores logo depois do 25 de Abril de 1974 pelo governo de Vasco Gonçalves.[carece de fontes?]

## Outros países

### Estados Unidos
Não existe 13º salário. No entanto, muitas empresas praticam a bonificação em dezembro, premiando funcionários com bônus salarial baseado no desempenho da empresa para o ano que se encerra.[carece de fontes?]

### México
O valor de 30 dias de trabalho é pago no dia 20 de dezembro.

### Panamá
O valor de um salário é pago em três cotas, nos dias 15 de abril, 15 de agosto e 15 de dezembro.

### Alemanha
Depende do sindicato e acordo. Não há uma regulamentação federal quanto ao tema, mas sim regras dependendo do trabalhador e do empregador. Por exemplo, no serviço público alemão, o empregado deve devolver o dinheiro, caso deixe a empresa até o dia 31 de Março do ano seguinte ocorreu .... .
Uma média dos valores pagos pode ser visto na tabela abaixo:
| Salário base | Percentual médio a receber |
| ------------ | -------------------------- |
| 0 - 499€     | 26%                        |
| 500 - 999€   | 25%                        |
| 1000 - 1499€ | 19%                        |
| 1500 - 1999€ | 13%                        |
| 2000 - 2499€ | 8%                         |
| 2500 - 2999€ | 4%                         |
| 3000 - 3499€ | 2%                         |
| 3500 - 3999€ | 1%                         |
| 4000 ou mais | 2%                         |

### Áustria
Depende de acordo coletivo, e é pago na sua maior parte a trabalhadores de menor renda.
Paraguai
É pago o valor igual a soma do recebido no ano (inclusive as comissões, horas extras, bonificações, e outros valores) dividido por 12.